# About Time (album, New York Gong)
About Time je jediné studiové album skupiny New York Gong, kterou vedl Daevid Allen po rozpadu jeho skupiny Gong. Album vyšlo v roce 1979 u vydavatelství Charly Records a jeho producentem byl Allen. Na albu hrál i baskytarista Bill Laswell a další hudebníci, kteří později hráli ve skupině Material.

## Seznam skladeb
| Pořadí | Název           | Autor                          | Délka |
| ------ | --------------- | ------------------------------ | ----- |
| 1.     | Preface         | Daevid Allen, Michael Beinhorn | 1:28  |
| 2.     | Much Too Old    | Allen, Bill Laswell            | 2:43  |
| 3.     | Black September | Allen, Cliff Cultreri          | 4:03  |
| 4.     | Materialism     | Laswell, Cultreri              | 3:12  |
| 5.     | Strong Woman    | Allen, Bill Bacon              | 4:30  |
| 6.     | I Am a Freud    | Allen                          | 1:46  |
| 7.     | O My Photograph | Allen                          | 9:10  |
| 8.     | Jungle Windo(w) | Allen                          | 6:19  |
| 9.     | Hours Gone      | Allen                          | 4:05  |

## Obsazení
- Daevid Allen – kytara, zpěv
- Cliff Cultreri – kytara
- Bill Laswell – baskytara
- Michael Beinhorn – syntezátor
- Fred Maher – bicí
- Bill Bacon – bicí
- Gary Windo – tenorsaxofon
- Don Davis – altsaxofon
- Mark Kramer – varhany